# 10953 Gerdatschira
10953 Gerdatschira (4276 P-L) là một tiểu hành tinh vành đai chính. Nó được đặt tên cho Gerda Tschira,người sáng lập bảo tàng Carl Bosch.